# Arthur M. Hind
Arthur Mayger Hind, OBE, FSA (* 26. August 1880 in Burton-upon-Trent; † 22. Mai 1957 in Henley-on-Thames) war ein britischer Kunsthistoriker.

## Leben und Werk
Hind besuchte die City of London School und studierte von 1899 bis 1902 am Emmanuel College der University of Cambridge. Er interessierte sich Graphik und Zeichnungen und studierte bei Max Lehrs in Dresden. Von 1903 bis 1945 arbeitete er am Department of Prints and Drawings des British Museum in London, zunächst unter Sidney Colvin (1845–1927). 1931 wurde er stellvertretender Leiter; als Nachfolger von Laurence Binyon war er von 1933 bis zu seinem Ruhestand 1945 Leiter des Departments.
Daneben lehrte er von 1921 bis 1927 als Slade Professor of Fine Art an der University of Oxford und 1930/31 als Charles Eliot Norton Professor in Harvard.
Sein besonderes Interesse galt der frühen italienischen Druckgraphik sowie der Graphik Rembrandts.

## Veröffentlichungen (Auswahl)
- A Short History of Engraving & Etching for the Use of Collectors and Students. A. Constable & Co., London 1908.
- mit Sydney Colvin: Catalogue of early Italian Engravings Preserved in the Department of Prints and Drawings in the British Museum. British Museum, London 1910.
- Rembrandt’s etchings. An Essay and a Catalogue, with some Notes on the Drawings. Methuen, London 1912.
- mit Arthur E. Popham: Catalogue of drawings by Dutch and Flemish artists preserved in the Department of Prints and Drawings in the British Museum. 5 Bände, British Museum, London 1915–1932
- A catalogue of Rembrandt’s etchings. Chronologically arranged and completely illustrated. Methuen, London 1923.
- Rembrandt, being the Substance of the Charles Eliot Norton Lectures Delivered Before Harvard University, 1930–1931. Oxford University Press, London 1932.
- An introduction to a history of woodcut, with a detailed survey of work done in the fifteenth century. 2 Bände, Constable, London 1935.
- Early Italian Engraving. A Critical Catalogue with Complete Reproduction of All the Prints Described. 7 Bände, Knoedler, London 1938–1948.